# 티르소 데 몰리나

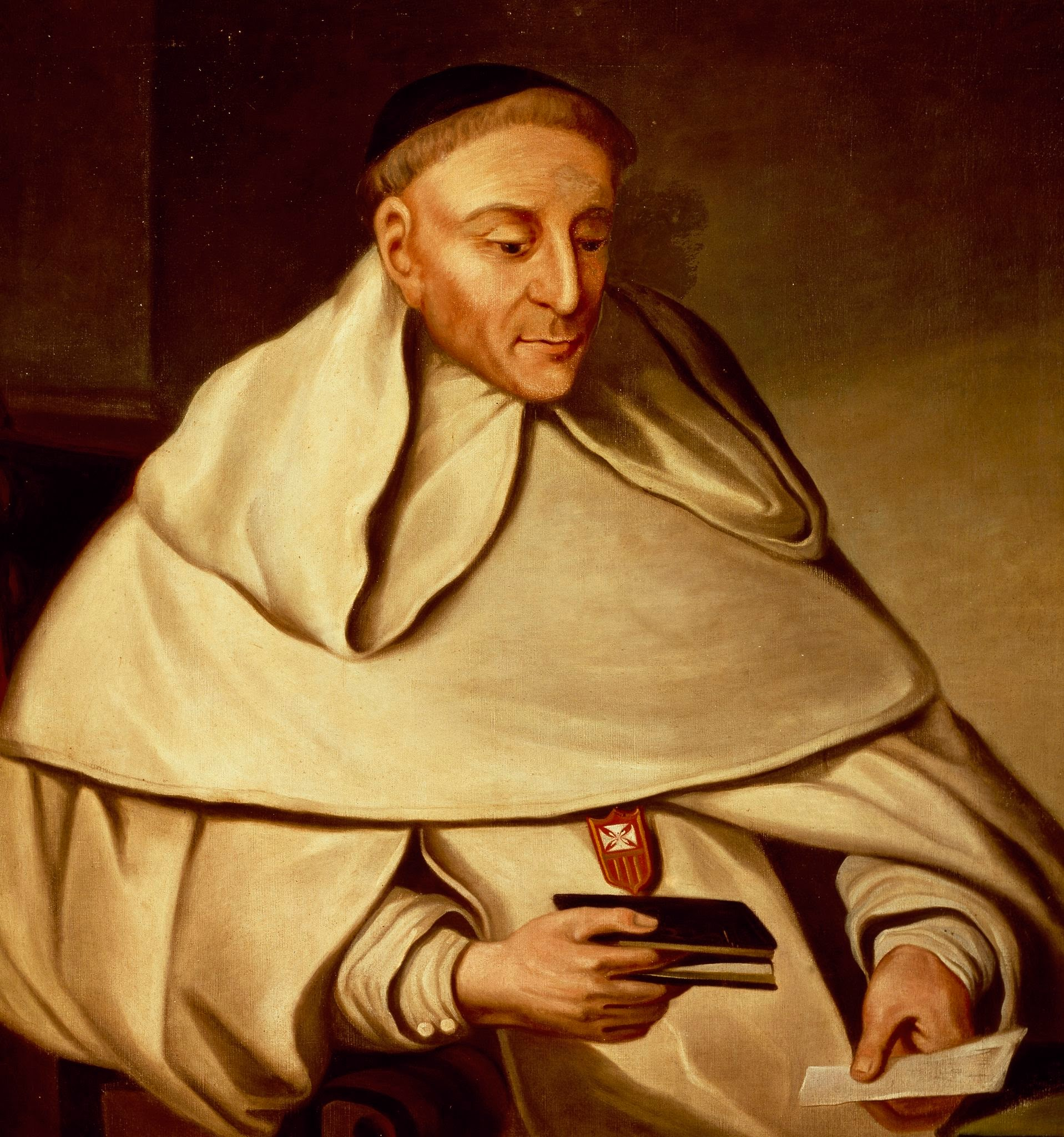

티르소 데 몰리나(Tirso de Molina, 1579년 3월 24일 – 1648년 3월 12일)는 에스파냐의 극작가이다. 본명은 가브리엘 텔레스이다.
마드리드에서 출생하여 메르세데스 수도회사(修道會士)에서 관구장을 지냈다. 4백 편의 연극을 썼다고 하나 현재까지 남아 있는 것은 86편. 특히 <세빌랴의 난봉꾼과 돌의 초대객>은 방탕아 돈 환을 처음으로 문학에 등장시켰던 극으로 유명하다. 여성을 차례로 유혹하곤 버린다는 테마와 묘지의 석상(石像)이 돈 환을 초대하여 복수한다는 줄거리로 되어 있다. 몰리에르, 메리메, 바이런, 모차르트 등의 작품에 영향을 주었다.

## 생애
티르소는 1579년 3월 24일 고위 귀족 시종의 아들로 마드리드에서 태어난다. 1600년 11월 4일 은혜로운 성모 마리아 교단(Orden Real y Militar de Nuestra Señora de la Merced)에 들어가 1610년에 사제로 서품되었다. 이 시기부터 작품 활동을 한 것으로 알려졌으며, 1612년에 처음으로 자신이 쓴 희곡을 판매했다고 한다. 1616년부터 1618년까지 중남미의 산토도밍고에 파견되어 그곳 대학에서 신학과 교수로 3년간 재직하다가 1618년 유럽으로 돌아와 마드리드에 있는 은혜로운 성모 마리아 수도원에 들어간다. 세바스티안 프란시스코 데 메드라노(Sebastián Francisco de Medrano)가 세운 마드리드 시학 아카데미(Academia poética de Madrid)에서 발간하는 프로시딩 작업에 참여하고, 이때부터 본격적으로 희곡을 집필한다. 첫 번째 출판물은 ≪톨레도 별장(Los cigarrales de Toledo)≫(1621년에 쓰여 1624년 출판)이라는 수필집으로, 단편 이야기와 소설, 시와 세 편의 희곡을 수록하고 있다. 특히 희곡 ＜궁으로 간 소심한 남자(El vergonzoso en palacio)＞가 유명한데, 티르소 데 몰리나의 극작가로서 위트와 재치가 두드러진다. 또한 ≪톨레도 별장≫의 서문을 보면 티르소 데 몰리나는 이 시기에 이미 300편가량의 희곡을 썼으며, 당시 로페 데 베가 다음으로 인기 많은 극작가로 경력을 쌓았음을 알 수 있다. 그러나 사제로서 이처럼 세속적인 희곡을 썼다는 이유로 1625년 고발당한다. 1626년 교단으로부터 제재를 받아 살라망카로 갔다가 다시 세비야의 성모 마리아 교단 수도원에서 한동안 지내며, 대중 공연을 위한 희곡 집필을 더 이상 하지 않기로 결심한다. 한동안 희곡을 쓰지 않다가 1636년 다섯 번째 희곡집 출판 이후 완전히 절필했다. 희곡을 계속해서 쓰고 출판하는 문제로 교단의 사제들과 마찰을 빚었던 것으로 보이는데 결국 1640년 교단에 의해 쿠엔카(Cuenca) 지방으로 추방된다. 그러나 곧 복권되어 1645년 소리아(Soria) 지역의 은혜로운 성모 마리아 수도원장으로 임명되어 재직하다가 1648년에 사망했다.